# Siccia likiangensis
Siccia likiangensis là một loài bướm đêm thuộc phân họ Arctiinae, họ Erebidae.